# August Haas
August Emil Haas (Copenaghen, 17 settembre 1997) è un cestista danese.